# Адамян, Арам Погосович
Арам Погосович Адамян (8 октября 1913, Тбилиси — 2010) — директор волгоградского Комбината силикатных строительных материалов (КССМ), лауреат Ленинской премии (1962).
Родился 8 октября 1913 года в Тбилиси.
Окончил в 1940 году Грузинский государственный индустриальный институт им. С. М. Кирова. В 1940—1942 гг. работал на Сталинградском силикатном заводе, который во время войны выпускал боеприпасы.
В 1942—1943 гг. главный инженер завода в Хабаровске.
С 1943 года снова работал на Сталинградском силикатном заводе: главный инженер, с середины 1960-х гг. директор. В 1964 году был образован Комбинат силикатных строительных материалов (КССМ). В 2001 году было образовано ЗАО «Производственное объединение Завод силикатного кирпича» (ЗАО ПО ЗСК) на производственных площадях «КССМ».
Сочинения:
- Опыт производства силикатных и армосиликатных деталей и изделий на Сталинградском комбинате силикатных и строительных материалов [Текст] / Сталингр. ин-т инженеров гор. хозяйства ; А. П. Адамян, В. К. Крамарев, В. Б. Мосевич, В. А. Улазовский. — Саратов : Коммунист, 1960. — 76 с. : ил.; 20 см.
- Армосиликатное строительство [Текст] / А. П. Адамян, В. А. Улазовский, В. Б. Мосевич, В. Г. Лукьяница. — Волгоград : Кн. изд-во, 1962. — 94 с., 2 л. схем. : ил.; 20 см.

Лауреат Ленинской премии (1962) — за участие в разработке и внедрении в строительство сборных деталей и конструкций из силикатного (бесцементного) бетона.